# Myzodium lutescens
Myzodium lutescens är en insektsart. Myzodium lutescens ingår i släktet Myzodium och familjen långrörsbladlöss. Inga underarter finns listade i Catalogue of Life.